# Yéké yéké
Pour les articles homonymes, voir Yeke.
Singles de Mory Kanté
Tama
Clip vidéo
[vidéo] « Mory Kante - Yeke Yeke », sur YouTube
Pistes de Akwaba Beach
Deni
Yéké yéké est une chanson d'amour de musique africaine-afrobeat-electronic dance music de 1987, de l'auteur-compositeur-interprète et joueur de kora guinéen Mory Kanté, single de 1988 extrait de son troisième album Akwaba Beach de 1987. Ce tube est le plus important succès international de sa carrière, vendu à plus de cinq millions d'exemplaires, aux sommets des hits parades de nombreux pays du monde,.

## Histoire
La chanson est écrite et composée par Mory Kanté. Le texte, en mandingue, est accompagné de la kora emblématique de l'artiste et entre autres de bolon, conga, djembé, balafon, de chœurs, et de cuivres. Elle est enregistrée avec la collaboration du producteur anglais Nick Patrick, sous l'œil du président de Barclay, Philippe Constantin.
L'album est un succès fulgurant du funk mandingue grâce au tube Yéké Yéké qui se classe aux sommet des hits-parades du monde entier, à commencer par les Pays-Bas. Composé au début des années 1980, le titre se trouve déjà sur l'album Mory Kanté à Paris, mais insatisfait de cette première version, le chanteur la réenregistre. En quelques années, le 45 tours atteint des scores de vente chiffrés en millions d'exemplaires, triomphe lors des tournées mondiale de l'artiste, et fait l'objet de nombreuses transformations, remixes, adaptations et reprises en hébreu, arabe, chinois, hindi, portugais, anglais, ou espagnol...

## Distinctions
Avec Yéké yéké, Mory Kante devient l'artiste africain le plus vendu à travers le monde. 
En juillet 1988, le titre Yéké yéké atteint la première place du classement pan-européen établi par l'hebdomadaire professionnel américain. 
Juste après avoir reçu un disque d'or en octobre 1988 en France, Mory Kante est récompensé en novembre à Paris par les Victoires de la musique du meilleur album francophone.

## Reprise et adaptation
- 1994 : Hardfloor, reprise et adapté en remix techno, musique du film La Plage de 2000.
- 2008 : Mattara, Send The Message
- 2022 : On va yeke une collaboration entre Black M, Amaya et Maysha[8],[9].

## Au cinéma
- 2000 : La Plage, de Danny Boyle, avec Leonardo DiCaprio, Virginie Ledoyen, et Guillaume Canet (version remix de Hardfloor)